# Phyllomacromia gamblesi
Phyllomacromia gamblesi – gatunek ważki z rodziny Macromiidae.